# Latiano
Latiano (Latianu in salentino settentrionale) è un comune italiano di 13 293 abitanti della provincia di Brindisi in Puglia.

## Geografia fisica

### Clima
Latiano si trova nella fascia a clima mediterraneo. Sono riportati di seguito i valori climatici medi:
| Mese                | Mesi | Mesi | Mesi | Mesi | Mesi | Mesi | Mesi | Mesi | Mesi | Mesi | Mesi | Mesi | Stagioni | Stagioni | Stagioni | Stagioni | Anno  |
| Mese                | Gen  | Feb  | Mar  | Apr  | Mag  | Giu  | Lug  | Ago  | Set  | Ott  | Nov  | Dic  | Inv      | Pri      | Est      | Aut      | Anno  |
| ------------------- | ---- | ---- | ---- | ---- | ---- | ---- | ---- | ---- | ---- | ---- | ---- | ---- | -------- | -------- | -------- | -------- | ----- |
| T. max. media (°C)  | 11,6 | 12,3 | 14,8 | 18,3 | 23,7 | 28,0 | 30,8 | 30,5 | 26,8 | 21,6 | 16,4 | 12,9 | 12,3     | 18,9     | 29,8     | 21,6     | 20,6  |
| T. min. media (°C)  | 4,4  | 4,8  | 6,5  | 8,7  | 12,9 | 16,7 | 19,4 | 19,5 | 16,6 | 12,8 | 8,8  | 5,8  | 5,0      | 9,4      | 18,5     | 12,7     | 11,4  |
| Precipitazioni (mm) | 72,9 | 63,9 | 65,0 | 45,3 | 32,2 | 28,1 | 17,0 | 22,9 | 42,9 | 77,0 | 87,4 | 78,3 | 215,1    | 142,5    | 68,0     | 207,3    | 632,9 |

### Idrografia
Scavando a una profondità tra i 5 e i 12 metri, soprattutto nella parte sud del Paese, è possibile trovare l'acqua. Il paese infatti abbonda in pozzi e in alcuni periodi particolarmente piovosi, l'acqua affiora dalla superficie, donando il carattere paludoso ad alcune zone dell'agro.
Nella parte nord dell'abitato cittadino scorre, proveniente da Francavilla verso Mesagne, tra contrada Moreno e contrada Martuccio, il Canale Reale, che arriva a volumi d'acqua importanti soprattutto dopo abbondanti piogge.
Un altro canale, lu Patru, scorre sotterraneo sorgendo nei pressi del centro cittadino e riversandosi nel Canale Reale. In realtà il letto del canale è ipogeo dopo l'intervento dell'uomo che, nella seconda metà del '900, per contrastare la diffusione della malaria ha foderato il canale in tutto il suo corso. Pur non essendo visibile in nessun punto è tuttavia possibile sentire l'acqua scorrere sotterranea in alcuni punti di via Francesco De Virgilis, detta appunto strada ti lu canali.

## Origini del nome
L'etimologia, secondo Rohlfs 1976 (Vocabolario dei dialetti salentini) deriverebbe da latinianum (fondo di un latinus), secondo Antonucci invece da la teana (La terra).

## Storia

### Origini
In quella porzione di Salento che i geografi antichi chiamarono Istmo Messapico, a metà strada fra Taranto e Brindisi, si trova Latiano. Il suo territorio è abitato sin dall'età del ferro, la città, infatti, sorge nei pressi dell'insediamento messapico di Muro Tenente che in età ellenistica raggiunge l'estensione di 52 ettari. Il territorio è stato, durante la dominazione romana e nei secoli successivi, zona di passaggio dato che, nella parte sud, attraverso la campagna, si snoda un tratto dell'antica Via Appia che collegava Taranto a Brindisi e che, secondo la Tabula Peutingeriana, passava per una statio identificata con il sito archeologico di Muro Tenente. Proprio qui, infatti, un saggio di scavo nel 2019 ha individuato un tracciato viario di notevoli dimensioni che si innesta dentro l'antico abitato, suggerendo che possa trattarsi proprio della Via Appia. Importante testimonianza del periodo romano fu il fortuito rinvenimento di un sarcofago, datato I sec. a.C., a cui era associata un'epigrafe latina nella quale si legge il nome Publio Falerio Nigro che nella zona pare abbia costruito, secondo lo stesso epitaffio, un canale ed un macellum. Numerose altre epigrafi latine datate I-II sec. d.C. sono state rinvenute nelle campagne circostanti il centro urbano oltre ai resti di probabili ville romane.

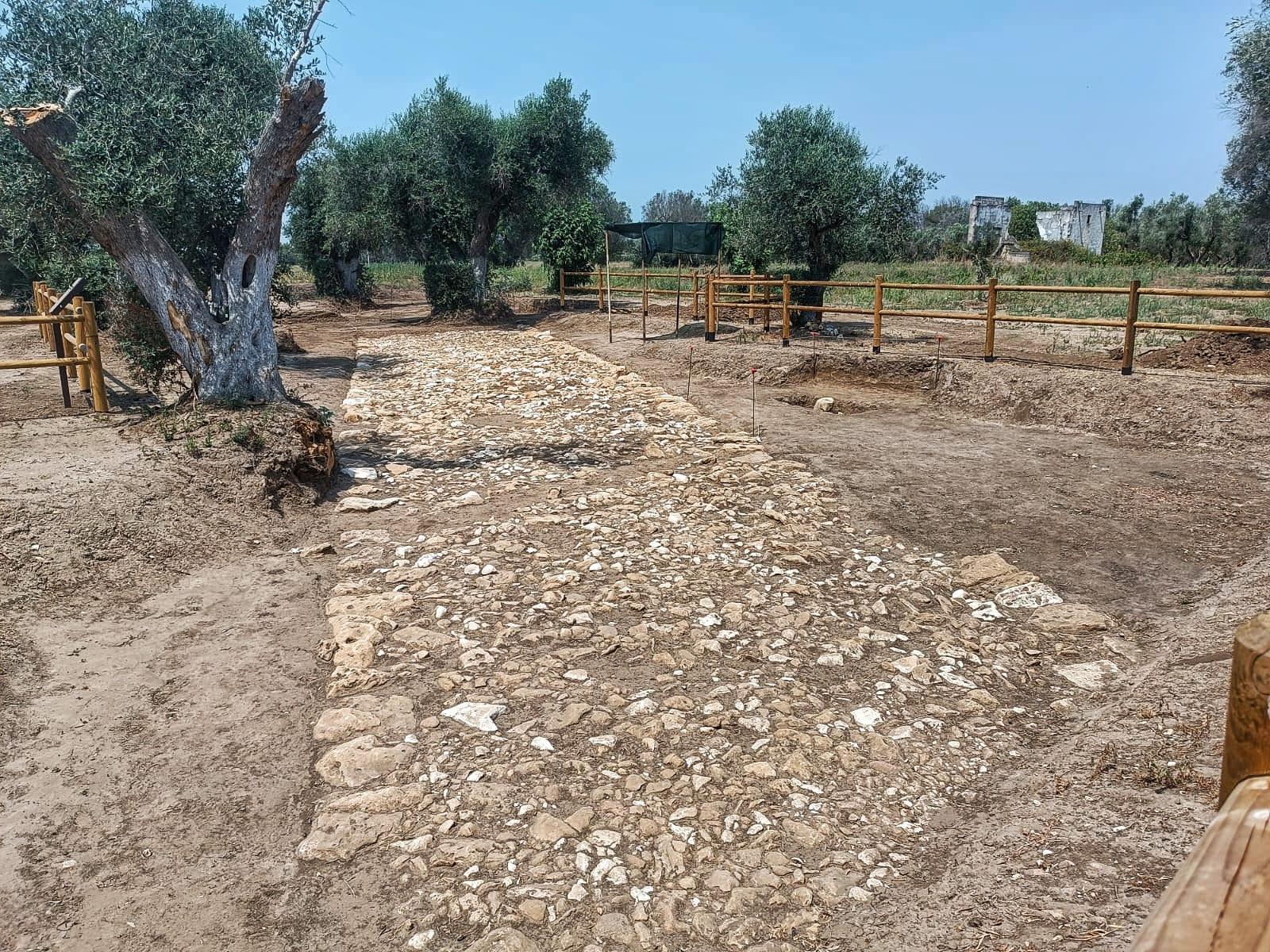
Antico tracciato viario presso Muro Tenente

Nel medioevo, il territorio era parte integrante della Foresta Oritana, una zona di folta vegetazione alternata da ampie praterie e da paludi, che si estendeva da Oria fino a Nardò e che fece da culla per la nascita di molti casali in questo periodo, la Foresta, infatti, poteva meglio nascondere gli abitanti dalle continue scorrerie dei Goti prima e dei Saraceni in seguito. Nacquero così, intorno al territorio dell'attuale Latiano, numerosi piccoli casali fra cui quello di San Paolo, di San Donato, di Paretalto (o Parietalto) e di Cotrino. L'attuale confine comunale Latiano-San Vito coincide con i vecchi confini della Foresta Oritana ed a testimonianza di ciò si ritrovano sopravvissute alcune finete del XV-XVI sec, che segnavano un margine della Foresta.
Nonostante il termine "Latiniano" compaia già in un passaggio del Chronicon Vulturnense risalente al 947, la "fondazione" di Latiano si fa risalire al 1092: il 14 ottobre di quell'anno infatti Boemondo, principe di Taranto, concedeva ai benedettini dell'abbazia di Sant'Andrea dell'isola di Brindisi il territorio di Malenianum allo scopo di fondarvi un casale e di introdurre la coltivazione del vigneto "Pro vineis faciendis et plantandis".

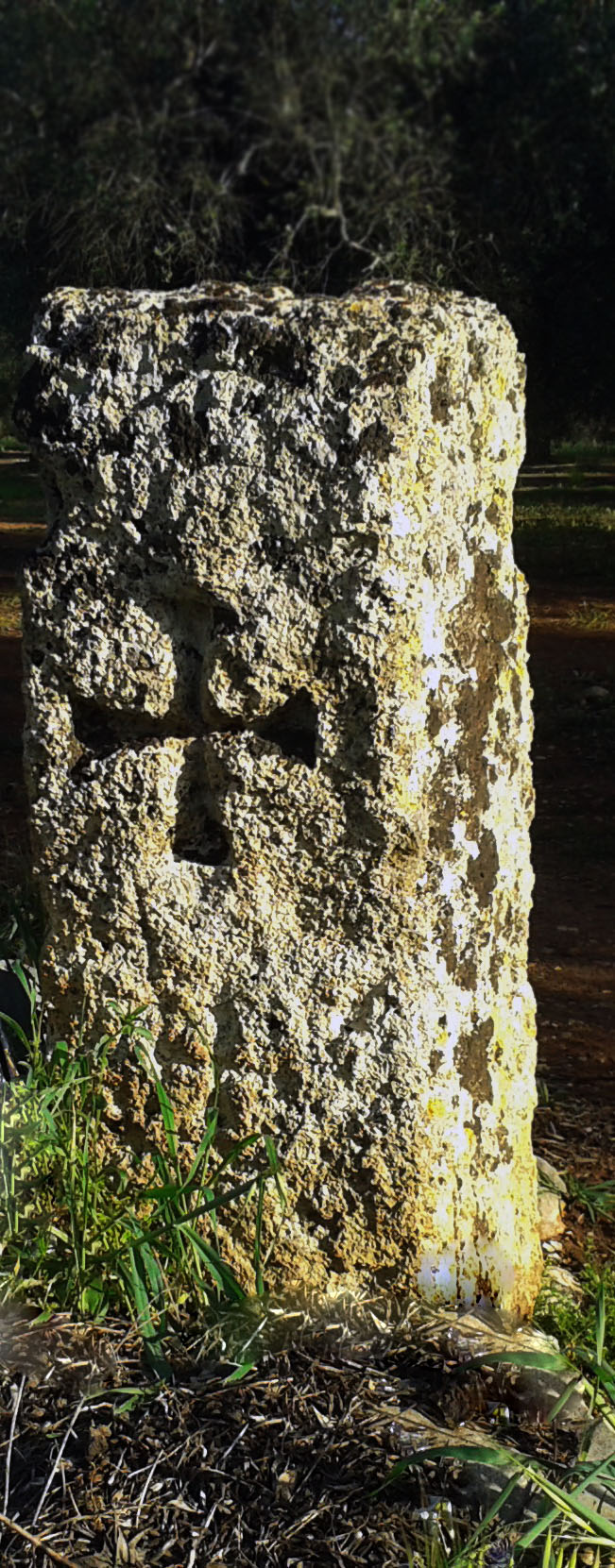
Fineta nell'agro di Latiano

Rientrato nell'orbita del Principato di Taranto sotto i Normanni, segue le vicende politiche del principato stesso, nel 1194 il dominio passa agli Svevi e nel 1266 agli Angioini. Verso la fine del XIII sec. il casale di S.Paolo apparteneva a una certa Isabella, signora di Anfi e Brindisi, che sposa Pietro Ugot (dinastia francese imparentata con il re) già famiglia feudataria di Latiano. In questo periodo nacque il casale di Parietalto che pagava le decime all'arciprete della cattedrale di Oria. All'inizio del XIV secolo S.Paolo e S.Donato erano posseduti in un unico feudo dal barone Adamo Flemblaio e la mensa vescovile di Ostuni fino alla seconda metà del XIV secolo quando il re Roberto d'Angiò decise di dividere i due piccoli feudi in seguito ad un contenzioso sulla spartizione delle rendite fra i due proprietari. Al vescovo di ostuni rimaneva S.Donato e 1/2 di S.Paolo. Nello stesso periodo, Parietalto si trova infeudato dal Barone Gerardo da Firenze che lo vendette poi a Egidio da Fallosa il quale era il ciambellano del re.
Alla fine del XIV secolo il casale di Cotrino (con circa 100 abitanti) e 1/2 del casale di S. Paolo appartengono a Guglielmo De Vice Contibus mentre il casale di Paretalto (circa 200 abitanti) apparteneva a Delfina Baldanza. Nel 1407 il feudo di Latiano e il territorio di Cutrino, già disabitato, furono acquistati da Antonio De Alamo (proveniente da una nobile famiglia leccese) per 1500 ducati d'oro pagati al re Ladislao.
Alla fine del XV secolo i casali di S.Paolo, S.Donato, Cotrino e Parietalto risultano tutti disabitati e i suoi abitanti, in gran parte, si erano trasferiti a Latiano mentre i terreni divennero suffeudi di Oria ad eccezione di Cotrino che invece era suffeudo di Latiano. Parietalto anche se ormai abbandonato, risulta appartenere ad Olimpia de Castello, una ricca signora di Oria, che poi lo vendette alla Famiglia Colucci.
Il feudo di Latiano e quello di Cotrino nel 1511 passano ai Francone, quando Margherita De Alamo diviene sposa di Giacomo Maria Francone. Comincia così la baronia della dinastia Francone.
Claudio Paolo Francone (figlio di Francescantonio) nel 1575 sposa la baronessa di Sava Ippolita Prato che portò in dote 75 000 ducati. Dal matrimonio nacquero due figli: Andrea e Francesca. Ippolita Prato si distinse per bontà e carità, divenne baronessa di Sava dal 1576 al 1630 poiché unica erede dopo la morte del fratello. Claudio P. nel 1592 compra il feudo di Lizzano e muore nello stesso anno, così alla baronia di Latiano e di Lizzano successe il figlio Andrea. Venne però a trovarsi in ristrettissime condizioni economiche tanto che, oppresso dai debiti, si vide mettere all'asta il feudo di Latiano che fu acquistato da suo zio Paolo Francone per 60 000 ducati. La vicenda tuttavia terminerà negativamente, di lì a poco i Francone perderanno sia il feudo di Latiano che di Lizzano. Nel 1606, infatti, Paolo Francone, oppresso dai debiti, fu costretto a vendere il suo feudo di Latiano a Marcantonio De Santis per 65 000 ducati, ponendo fine alla baronia dei Francone.
Parietalto viene venduto nel 1615 da Gian Donato Colucci a Giulio Cesare Valentino per 1000 ducati.

Nel 1641 Carlo Imperiali acquista la terra di Latiano, con i suffeudi di Cotrino e San Donato, messa in vendita dalla Sacra Regia Camera per coprire i debiti di Fabrizio De Santis, pagando circa 41 000 ducati. Carlo divenne così barone di Latiano. Egli proveniva da un ramo della ricca famiglia Imperiale, di origini genovesi, che alla fine del '500 era già feudataria del principato di Francavilla e di Oria. Gli Imperiali possedettero la terra di Latiano per quasi due secoli, fino all'abolizione del feudalesimo, a volte vivendo attivamente nella comunità a volte nominando un agente generale, sempre portando nella città prosperità e sviluppo, testimoniato dall'incremento demografico ed urbano in questo periodo. Crebbero parallelamente anche i titoli della famiglia Imperiali, Ultimo barone fu Domenico Imperiali, nipote di Carlo, che comprò il titolo di Marchese sopra la terra di Latiano sino alla meta del '600 iniziando così la storia del Marchesato di Latiano che durò sino alla fine del XVIII secolo. Nel 1782 Vincenzo Imperiali, marchese di Latiano, eredita tutto il patrimonio e i titoli del cugino di terzo grado Michele Imperiali, principe di Francavilla, marchese di Oria e Casalnuovo (Manduria). 

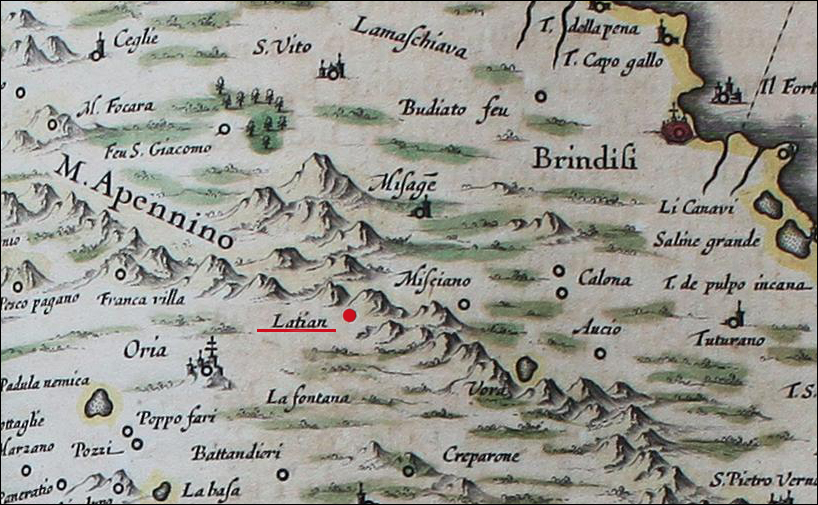
Una mappa del territorio di latiano e dintorni nel XVII sec.

Nel 1720 passò un drappello di cavalleria tedesca, il "Regimento di Portugallo", mercenari dell'esercito del Regno Napoli, il cui capitano si stabilì a Mesagne e il tenente a Latiano dal 13 al 20 settembre. Per quest'occasione la città spese ingenti soldi pubblici per alloggiare i soldati e per fornire le strutture necessarie al mantenimento dei cavalli. In più il Tenente tedesco stanziato a Latiano estorse, sotto la minaccia di far danni, prima un pagamento di 25 scudi e poi maggiorazioni in alimenti e bevande.
All'inizi dell'800 Latiano conta 3 482 abitanti e produce grani, legumi, biada, frutti, vini, oli, ortaggi e bambagia.
Il 6 gennaio del 1886 venne inaugurata la stazione di Latiano dal ministro Grimaldi, giunto qui il giorno prima, alle ore 17, con il treno inaugurale partito da Taranto. Lo stesso anno, dal 22 giugno al 18 luglio scoppia una terribile epidemia di colera che uccide 502 abitanti. Seguirono una serie di bonifiche: fu costruito un lungo canale incassato e un grande pozzo assorbente. I lavori di bonifica portarono ad un rapido incremento demografico.
Il 16 settembre 1900 avviene la posa della prima pietra della chiesa di San Francesco in contrada Sardella, lungo il confine comunale di San Michele. Questo territorio faceva parte di un podere più grande che era stato concesso in enfiteusi, fin dal 1871, ad agricoltori provenienti da Ceglie e nel momento della costruzione della chiesa, tutta la zona contava circa duemila abitanti. Questi lavoratori vivevano in condizioni poverissime ed abitavano in trulli di pietra, alcuni molto distanti tra loro; la chiesa venne costruita proprio con l'obiettivo di togliere i contadini dall'isolamento. Anni dopo la zona conterà circa 3 000 abitanti e nel frattempo saranno costruite nuove strade e persino una scuola.

### Simboli

Gonfalone di Latiano

Alcuni documenti si riferiscono allo stemma indicando il toro, altri indicano il bue, simbolo quest'ultimo dell'economia rustica che lo feconda e lo prospera.
Stemma
(D.P.R. 11 aprile 1997)
Gonfalone

### Onorificenze
Per D.P.R. del 4 maggio 2006 fu conferito a Latiano il titolo di città.

## Monumenti e luoghi d'interesse

### Architetture religiose

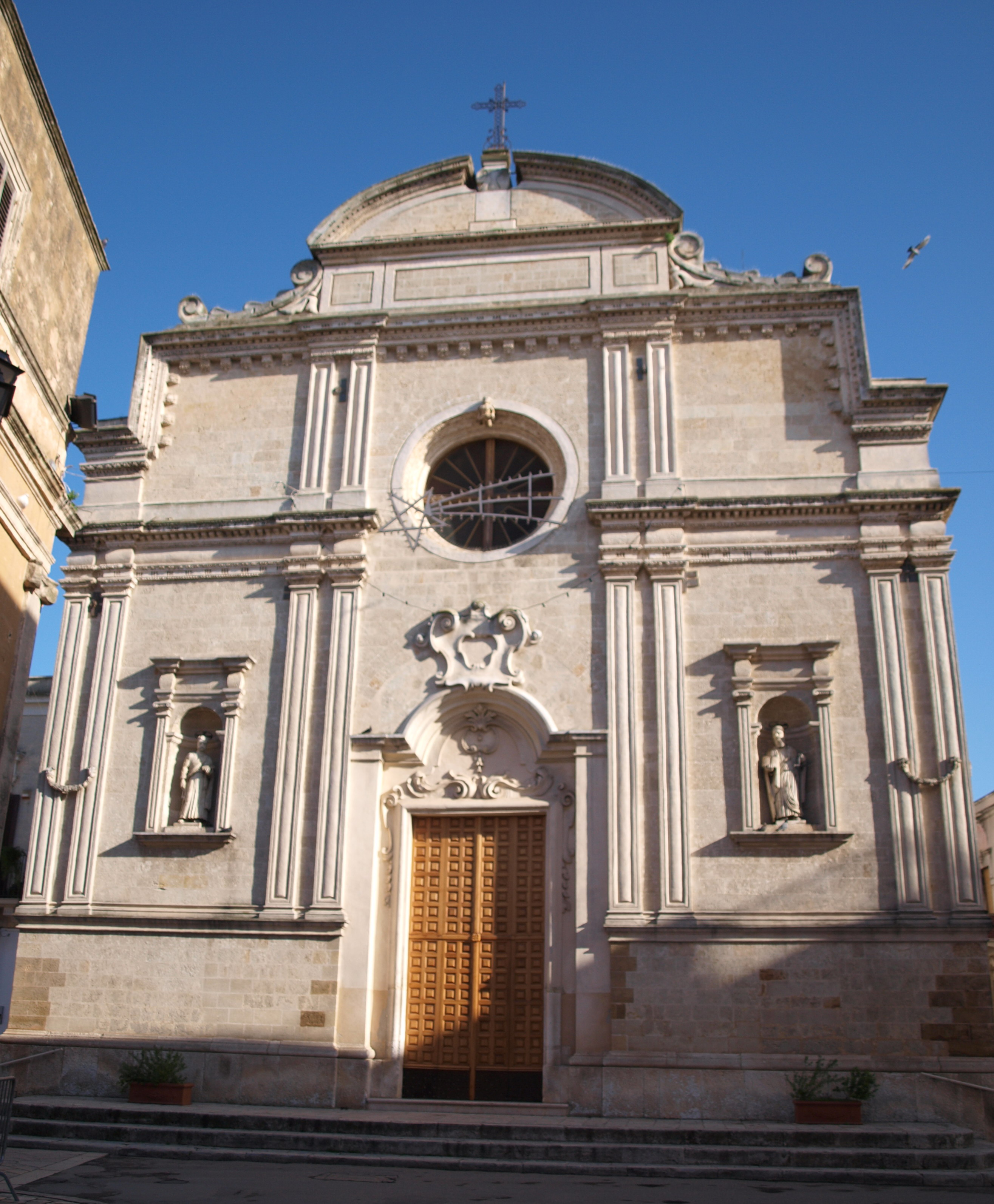
La chiesa matrice di Latiano

Chiesa matrice (Santa Maria Della Neve)costruita sui resti di una chiesa del XIII secolo (rinvenuti nel 2012 nel corso di un intervento di restauro assieme a due sepolture coeve), l'esistenza della chiesa matrice è confermata dalle fonti scritte solo a partire dal 1603. Presenta una facciata in stile barocco, in quanto restaurata nel 1778. In questo periodo la chiesa (già parrocchiale) divenne collegiata. La chiesa ha una pianta basilicale a tre navate, divise da colonne in stile ionico che sorreggono archi a tutto sesto; la navata centrale termina in un'abside a pianta quadrata.
Il Santuario di Santa Maria di Cotrinoeretto nel 1627 sul luogo dove una contadina rinvenne miracolosamente un'icona della Madonna. Ampliato nel 1856 e rifatto successivamente dai monaci Cistercensi che attualmente ne sono i custodi.

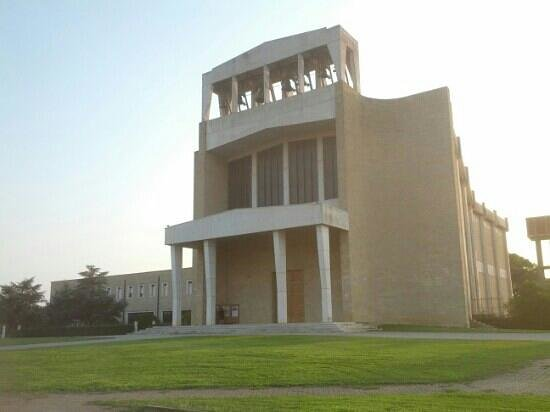
Il Santuario dedicato alla Madonna di Cotrino a Latiano

La chiesa dell'Immacolataex-cappella gentilizia dei Marchesi Imperiali di Latiano edificata nel XVIII secolo. Pregevole esempio di barocco napoletano. All'interno è conservata la tela raffigurante San Nicola di Bari. Le altre tele raffiguranti il Transito di San Giuseppe e L'Addolorata sono del pittore Diego Oronzo Bianchi. Inoltre vi è anche una tela raffigurata l'Immacolata Concezione attribuita ad un pittore giordanesco

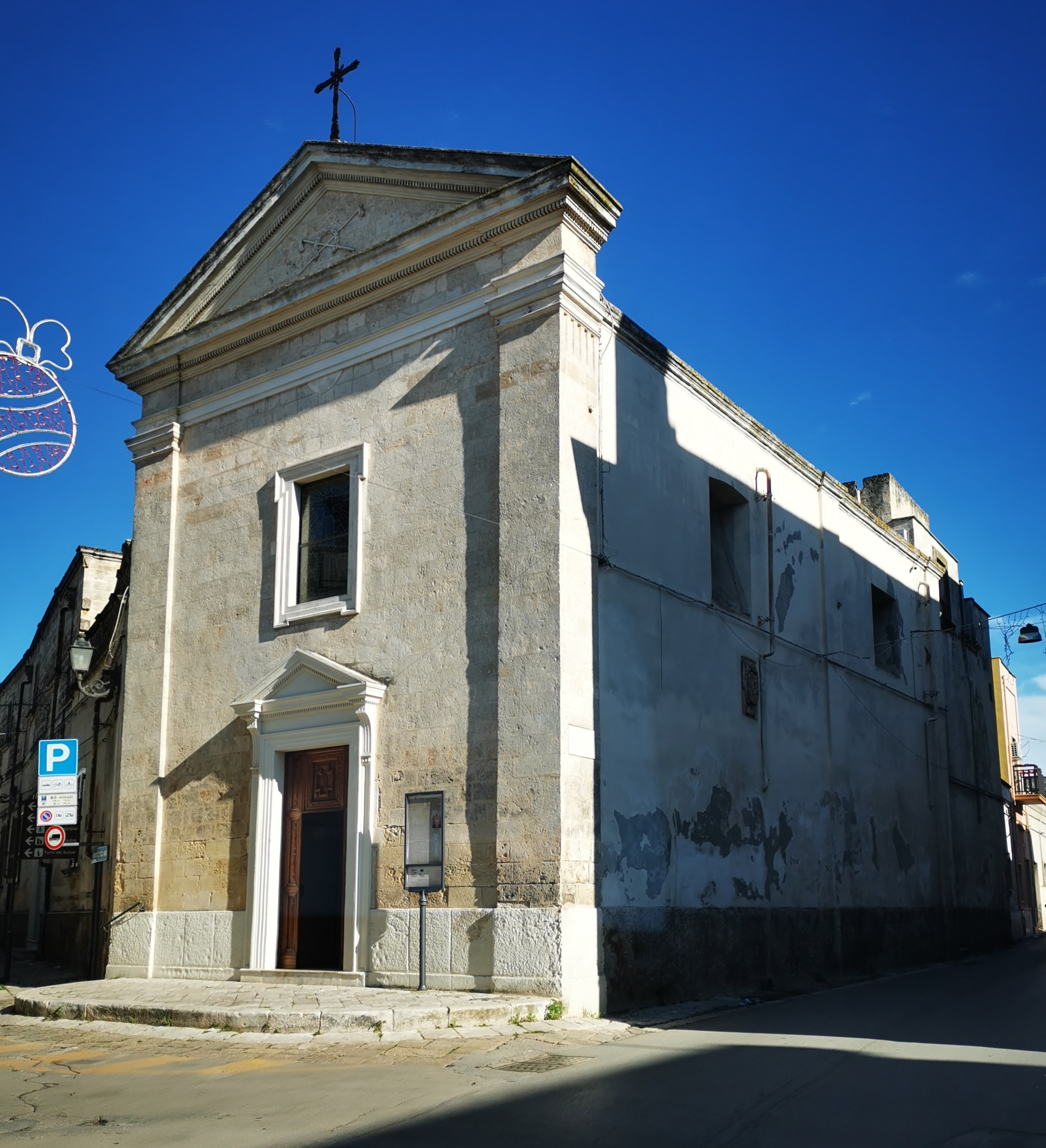
Chiesa del SS. Crocifisso

La chiesa del Santissimo Crocifissoedificio risalente al XVII secolo. Nella chiesa è custodito da tempo immemorabile, con grande devozione e venerazione dei fedeli, un'antica statua, probabilmente del XVI secolo, scolpita in legno di noce dipinto, di colore scuro, che raffigura Gesù Cristo, già morto, perché ha il costato trafitto dalla lancia e che il popolo latianese festeggia solennemente l'ultima domenica d'agosto.

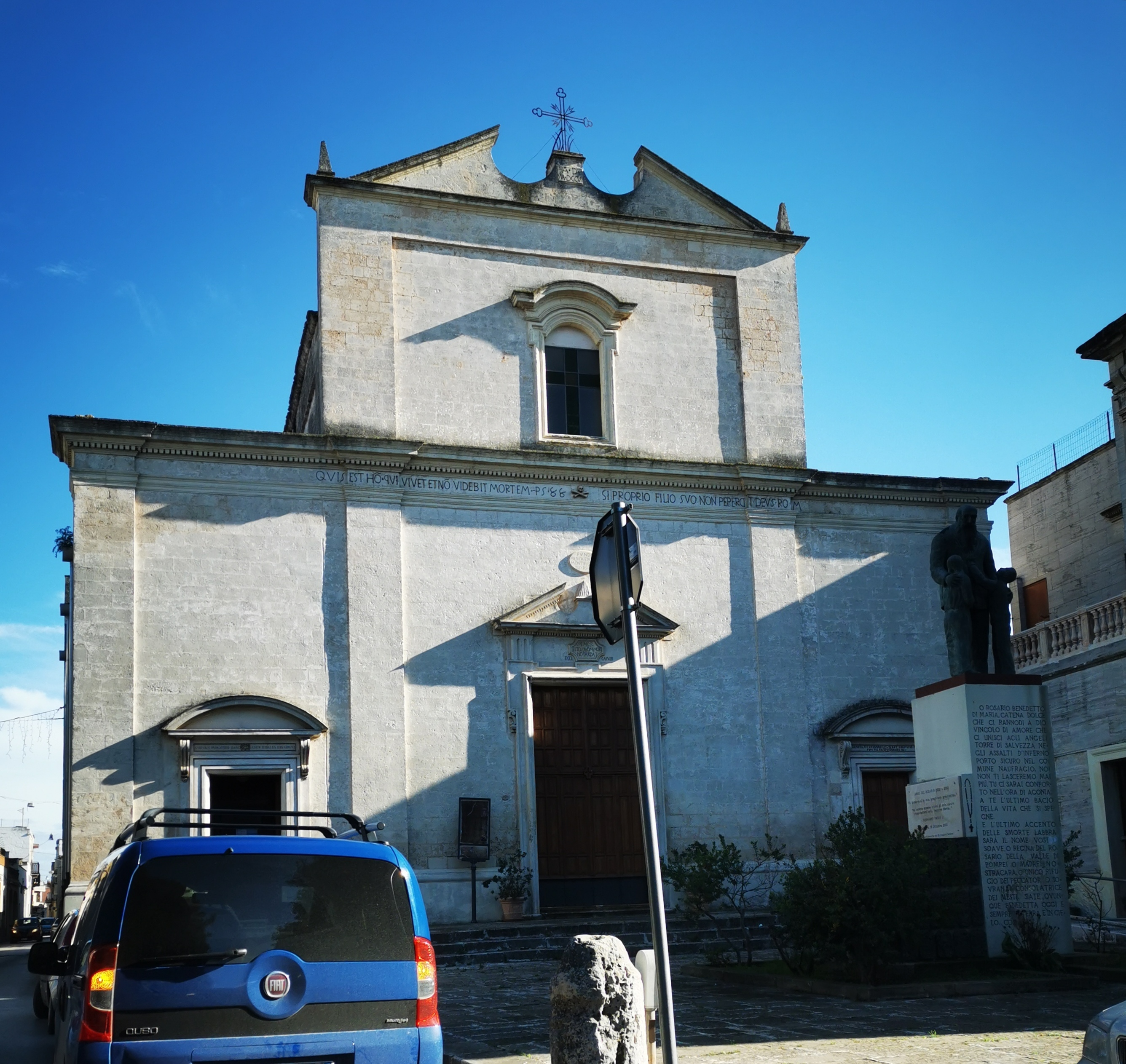
Chiesa di Sant'Antonio

La Chiesa di Sant'Antoniogià chiesa dedicata all'Annunziata (come ci dimostra la grande pala d'altare raffigurante l'Annunciazione). Risalente al XIII secolo, ma rifatta totalmente nel 1875, al suo interno sono conservate delle tele del pittore salentino Barnaba Zizzi e del Salinaro. Di pregevole fattura sono le statue dei Misteri, portate in processione il Venerdì Santo. Nel 1656 l'Arciconfraternita dei Morti assunse il governo della chiesa, ponendosi sotto la protezione del cardinale Fabrizio Ruffo e del cardinale Giuseppe Renato Imperiali. Ancora tutt'oggi all'Arciconfraternita dei Morti spetta la cura dell'edificio sacro.
La Chiesa del Santissimo Rosariogià intitolata a Santa Margherita (XIV secolo), con annesso convento dei domenicani. All'interno è conservata la tela raffigurante la Presentazione di Gesù al tempio del pittore napoletano Paolo De Maio, allievo del famoso Francesco Solimena.
La Chiesa della Madonna della Grecadi antichissima origine, legata al culto di un'icona (oggi in proprietà privata). Il campanile ha un originale stile neo-moresco.

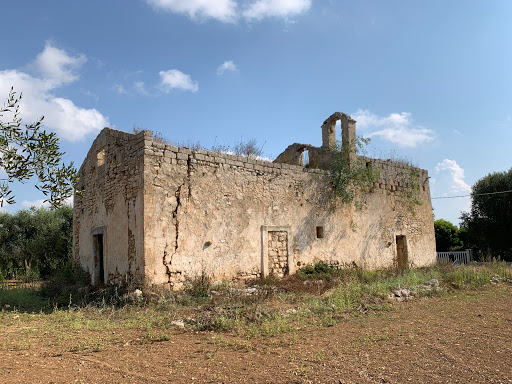
La chiesetta dedicata a San Donato in Contrada Coltura, a Latiano

Chiese ruralila chiesetta di San Donato attualmente in precarie condizioni statiche e la chiesetta di Santa Maria della Selva totalmente ristrutturata, entrambe in contrada Coltura ed entrambe già esistenti nell'XI secolo. Facevano parte del casale scomparso di S. Donato.

### Architetture civili

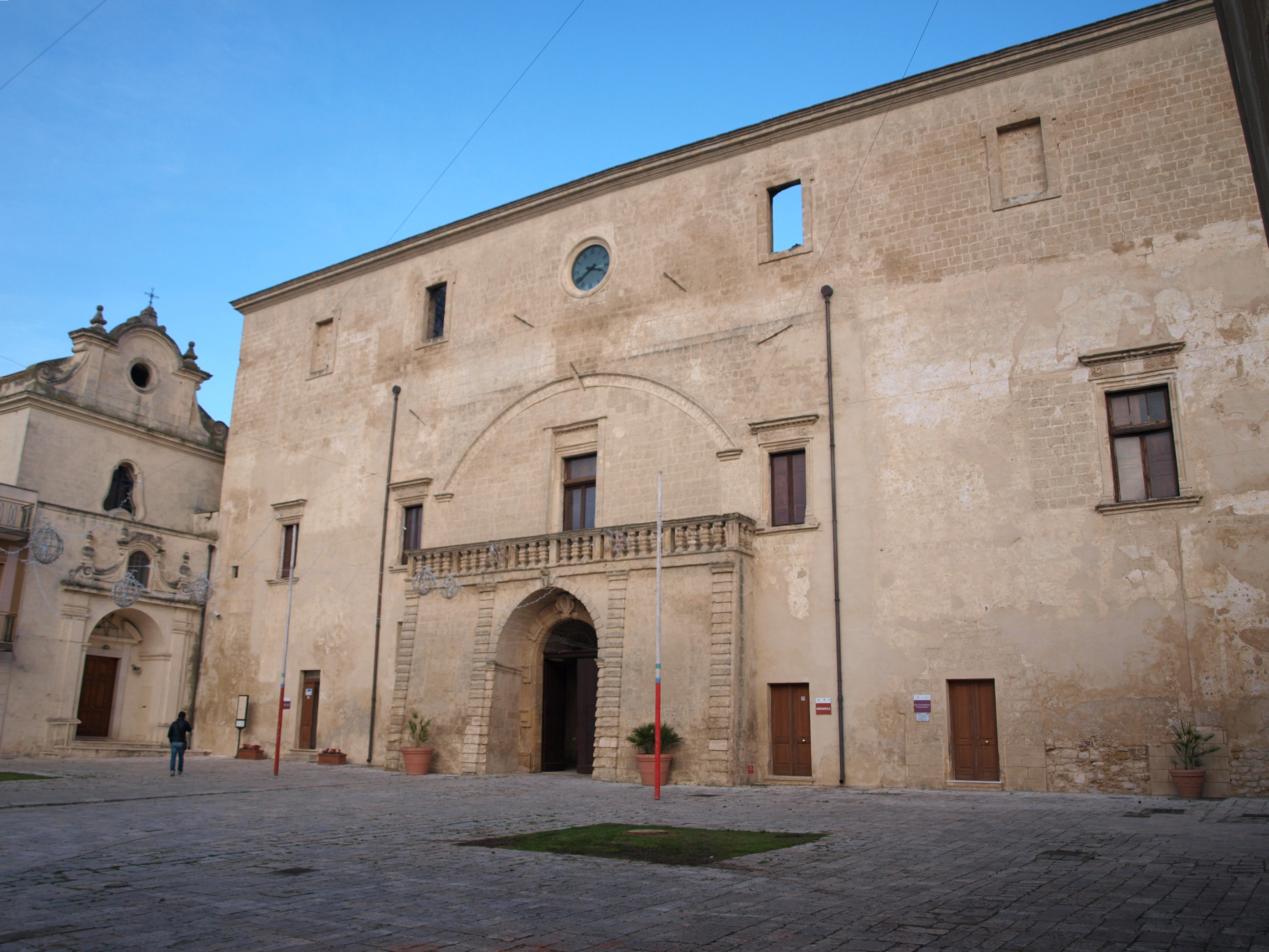
Il Palazzo Imperiali di Latiano.

Il Castellonel centro storico, nella piazza Umberto I, si trova il Castello (o Palazzo Imperiali), forse risalente al XII secolo, ma rimaneggiato più volte, sino all'attuale aspetto (1714, come risulta da talune iscrizioni sul frontale); è passato in proprietà del Comune dopo la cessione da parte del marchese Guglielmo Imperiali nel 1909, ultimo discendente della casata francavillese. Al suo interno sono conservate diverse tele, fra cui quelle del pittore napoletano Girolamo Cenatiempo. Negli anni ottanta-novanta il Castello fungeva anche da sede degli uffici comunali. Oggi è sede della Biblioteca comunale. Di fronte ad esso e al centro della Piazza Umberto I c'è una Fontana Monumentale costruita nel 1928, in piena epoca fascista.

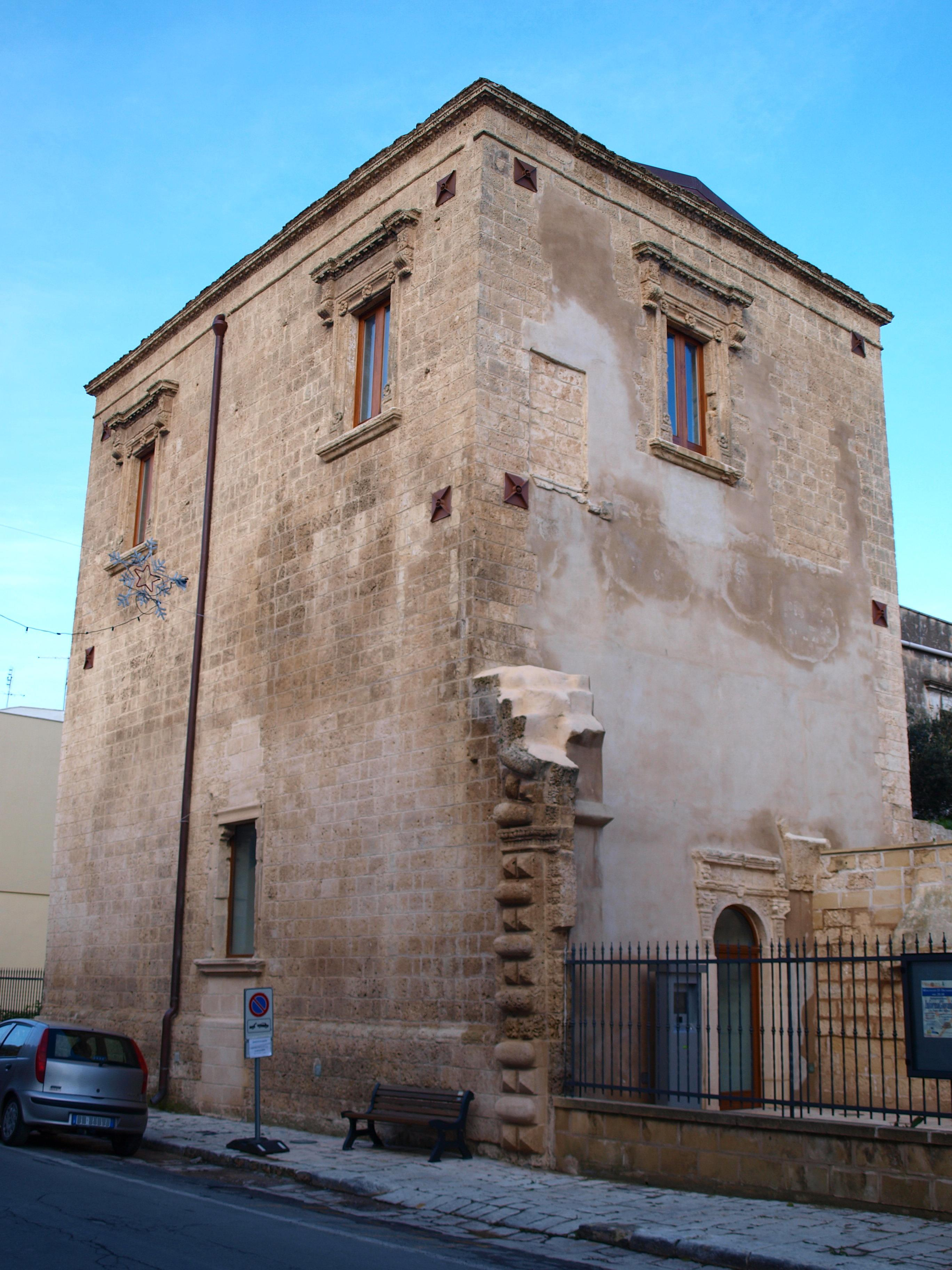
La Torre del Solise.

La Torre del Solisedel 1528, già sede municipale (Sedile) poi trasformata e adibita a usi diversi. Restaurata recentemente è oggi sede dello IAT, ufficio di Informazione e Accoglienza Turistica.

### Altro
- Muro Tenente, importante città messapica.
- la Cripta di San Giovanni, presso masseria Grottole. Chiesa rupestre che conserva tracce di affreschi tardo medievali.
- la Torre di età ellenistica, sito in contrada Asciulo.
- la Masseria Tossano, di stile neoclassicheggiante (XIX secolo).
- Boschetto scaracci, presso masseria Scaracci.

## Società

### Evoluzione demografica
Abitanti censiti

### Etnie e minoranze straniere
Al 31 dicembre 2014, gli abitanti di cittadinanza straniera residenti nel comune sono 463, pari al 3,19% della popolazione totale residente. Le nazionalità più rappresentate sono:
- Marocco: 224
- Albania: 123
- Romania: 47

### Tradizioni e folclore
- Maggio Latianese (maggio-giugno). Spettacoli e manifestazioni artistiche e sportive. Fiera del bestiame presso il Santuario di Cotrino (5 maggio).
- Festeggiamenti in onore della Madonna di Cotrino (6 maggio).
- Infiorata (Corpus Domini).
- Festeggiamenti in onore di Santa Margherita vergine e martire patrona di Latiano (19 e 20 luglio) con manifestazioni musicali e luminarie.
- Festa in Masseria (agosto). Canti e balli con musiche tradizionali nelle masserie del territorio.
- Fera ("fiera") degli animali, presso la strada che porta a Muro Tenente, la prima domenica del mese di ottobre.[Chiarire con fonti autorevoli la rilevanza delle manifestazioni]

## Cultura
I Latianesi vengono chiamati anche "Capuvierdi". Questa denominazione probabilmente deriva dal fatto che Latiano, che anticamente era una palude ampiamente frequentata da germani reali, uccelli in dialetto chiamati appunto Capuvierdi.
Ci sono molti detti e proverbi nel Latianese, che vengono tramandati di generazione in generazione.
Il Dialetto di Latiano, che fa parte dei dialetti del Salento settentrionale, è molto simile a quello di Oria e Francavilla Fontana.

### Istruzione

#### Scuole
A Latiano le scuole dell'obbligo sono raggruppate in un Istituto Comprensivo che comprende una scuola secondaria di I Grado (Scuola Media, sede Gabriele Monasterio), due primarie (plessi, Filippo Errico e Bartolo Longo) e quattro sedi per l'infanzia. Inoltre una scuola primaria parificata e, per la secondaria di II Grado, una sede distaccata del Liceo scientifico Francesco Ribezzo (Francavilla Fontana). Infine è presente da alcuni anni la scuola privata per le arti professionali ''Giacomo Rosseau''. L'edificio della scuola elementare "Filippo Errico" presenta una conformazione strutturale a forma di "M" perché rispecchia la filosofia stilistica del tempo in cui venne edificata, ovvero nel 1934 in piena epoca fascista. Quando venne costruita, il duce Benito Mussolini decise di creare un monumento a suo ricordo in questo paese. Venne inaugurata da lui stesso con il nome di "ISTITVTO FASCISTA ELEMENTARE".

#### Musei

##### Museo del Sottosuolo
Il Museo del Sottosuolo è specializzato nella raccolta e nello studio di tutto ciò che riguarda il mondo sotterraneo. Fondato a Taranto nel 1973 dal naturalista Pietro Parenzan, fu trasferito a Latiano nel 1993 per interessamento del direttore pro tempore, il biologo latianese Michele Camassa. Temporaneamente è ospitato nel Palazzo Imperiali in attesa del restauro del Palazzo dei Musei, già convento di Santa Margherita.
Il museo è articolato in quattro sezioni:
- Biologia del sottosuolo (di rilevante interesse è questa sezione per il suo ricco catalogo di specie animali e vegetali del sottosuolo, in particolare le specie troglobie e troglofile delle grotte italiane);
- Geologia (petrografia, mineralogia, vulcanologia, speleologia, ecc.);
- Paleontologia generale (animale e vegetale);
- Paleontologia umana (paletnologia, paleoantropologia).

##### Museo delle Arti e Tradizioni di Puglia
Inaugurato nel 1974 e ospitato nel centro storico di Latiano, il Museo delle Arti e Tradizioni di Puglia comprende una collezione di oggetti della tradizione contadina caratteristici della vita di larga parte dei ceti popolari pugliesi fino ai primi anni del XX secolo. Vi sono ricostruiti gli ambienti principali della casa-tipo pugliese: l'ambiente casalingo, quello artigianale e quello agricolo.

##### Casa Museo della Fondazione Ribezzi Petrosillo
La casa-museo Ribezzi-Petrosillo, ubicata nel centro storico di Latiano, è stata inaugurata il 20 dicembre 2003.

### Cucina

#### Vino

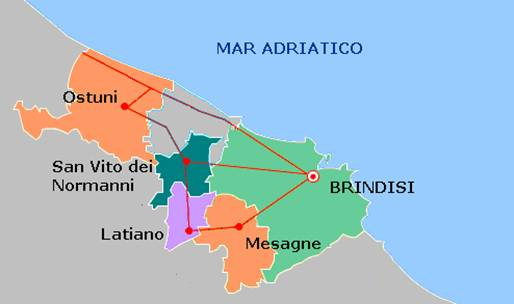
I comuni membri dell'Appia dei vini

Nel territorio di Latiano è possibile produrre Aleatico di Puglia Doc, Ostuni Doc, Brindisi DOC, Puglia Igt.
Lungo la Strada Appia dei vini, di cui il comune è membro, esistono varietà indigene di vitigni:
- Malvasia nera di Brindisi;
- Sangiovese;
- Negroamaro;
- Ottavianello;

## Economia
Latiano è un paese prettamente agricolo; la produzione è incentrata principalmente sull'olio di oliva e sul vino. Il Paese è profondamente legata alla produzione di olive sin dai tempi più antichi come testimoniano i documenti storici e i numerosi alberi di ulivo plurisecolari presenti sul territorio. Le cultivar d'ulivo maggior diffuse sono la Cellina di Nardò e l'Ogliarola sebbene negli ultimi anni nuove cultivar allogene si siano diffuse.
Al secondo posto nella produzione agricola troviamo la vite, coltivata a tendone o a spalliera, delle varietà Negroamaro, Malvasia Nera, Malvasia Bianca e Primitivo.

## Amministrazione
I Sindaci di Latiano, dalla Repubblica a oggi
PARLATI Luigi (1946-1951)
MONASTERIO Armando (1951-1952)
MURI Crocifisso (1952-1956)
MONTANARO Francesco (1956-1965)
ERRICO Vinicio (1965-1966)
D'APOLITO Antonio (1966-1968)
CAFORIO Luciano (1968-1969)
SARLI Eugenio (1970-1975)
SANTORO Vito (1975-1978)
CAFORIO Salvatore (1978-1979)
ARGENTIERI Francesco (1979-1980)
GAGLIONE Crocifisso (1980-1981)
MOLA Tommaso (1981-1984)
PAPADIA Antonio (1984-1985)
MADAMA Vittorio (1985-1988)
| Periodo          | Periodo          | Primo cittadino          | Partito                                                                                            | Carica      | Note   |
| ---------------- | ---------------- | ------------------------ | -------------------------------------------------------------------------------------------------- | ----------- | ------ |
| 29 luglio 1988   | 27 maggio 1989   | Eugenio Sarli            | Partito Socialista Democratico Italiano                                                            | Sindaco     | [ 40 ] |
| 25 ottobre 1989  | 23 febbraio 1990 | Salvatore Caforio        | -                                                                                                  | Sindaco     | [ 40 ] |
| 23 febbraio 1990 | 29 gennaio 1992  | Salvatore De Punzio      | Partito Socialista Italiano                                                                        | Sindaco     | [ 40 ] |
| 29 gennaio 1992  | 9 dicembre 1992  | Giovanni Papadia         | Democrazia Cristiana                                                                               | Sindaco     | [ 40 ] |
| 4 febbraio 1993  | 27 giugno 1994   | Vittorio Madama          | Democrazia Cristiana                                                                               | Sindaco     | [ 40 ] |
| 11 luglio 1994   | 8 giugno 1998    | Salvatore D'ippolito     | Alleanza Nazionale, Centro Cristiano Democratico                                                   | Sindaco     | [ 40 ] |
| 8 giugno 1998    | 10 giugno 2002   | Salvatore D'ippolito     | Alleanza Nazionale, lista civica di destra, Lega d'Azione Meridionale                              | Sindaco     | [ 40 ] |
| 10 giugno 2002   | 11 dicembre 2006 | Damiano Edmondo Caniglia | L'Ulivo                                                                                            | Sindaco     | [ 40 ] |
| 11 dicembre 2006 | 12 giugno 2007   | Massimo Mariani          | | Comm. pref. | [ 40 ] |
| 12 giugno 2007   | 21 ottobre 2009  | Graziano Zizzi           | La Margherita, DCA, FdV                                                                            | Sindaco     | [ 40 ] |
| 13 aprile 2010   | 17 giugno 2015   | Antonio De Giorgi        | IdV, SEL, Liste Civiche                                                                            | Sindaco     | [ 40 ] |
| 17 giugno 2015   | in carica        | Cosimo Maiorano          | liste civiche: Noi ci siamo Latiano, Bene in Comune, Ecopacifisti a Sinistra, Insieme con Maiorano | Sindaco     | [ 40 ] |

### Gemellaggi
- Pompei, dal 1995

## Sport
Le principali compagini sportive del comune sono:
- U.S.D. Latiano, per il calcio. Fondata nel 1955 e affiliata alla FIGC dal 1977, ha disputato alcuni campionati di Eccellenza.[senza fonte]
- A.S.D. Uno di Noi, per il calcio.
- A.S.D. Basket 2005 Latiano, per la pallacanestro
- A.S.D.Volley Latiano, per la pallavolo
- A.S. Atletica Latiano, per l'atletica leggera
- A.S.D. Olimpic Sport Angy, per il nuoto
- Circolo Tennis Latiano
- A.S.D. Olimpo Latiano, atletica leggera.